# Bay Area Rapid Transit
Bay Area Rapid Transit (in acronimo BART) è un sistema di trasporto pubblico su rotaia che opera nella San Francisco Bay Area. Collega principalmente le città di San Francisco, Oakland, Berkeley, Daly City, Richmond, Fremont, Hayward, Walnut Creek, e Concord. Tramite questo servizio è servito anche l'Aeroporto Internazionale di San Francisco e, tramite invece un servizio di autobus, lAirBART, quello di Oakland. Il nome dell'azienda curiosamente viene pronunciato semplicemente come "BART" in unica parola, pur essendo lo stesso un acronimo.
Gli orari del servizio regolare sono: nei giorni feriali dalle 4 alle 24, il sabato dalle 6 alle 24 e la domenica dalle 8 alle 24.
La stazione BART dell'aeroporto internazionale di San Francisco (SFO) è situata al Livello 3 del terminal internazionale. La stazione ha due ingressi, un ingresso pedonale situato sul Livello 3 e un altro ingresso accessibile da "AirTrain", il servizio automatico navette dell'aeroporto che collega i vari terminal dell'aeroporto.

## Caratteristiche tecniche
Attualmente il percorso dei binari della BART raggiunge i 186 km utilizzando uno scartamento inusuale per gli Stati Uniti di 1.676 mm. Le stazioni collegate sono 47 mentre i treni che percorrono la linea sono di lunghezza variabile da 3 a 10 elementi. La velocità massima dei convogli è di 129 km/h mentre quella media sull'intero percorso è di 53 km/h.
Il sistema di alimentazione, a 1.000 V in corrente continua utilizza la tecnica della terza rotaia.
Le linee sono 6 con diversi tratti del percorso in comune e vengono percorse da treni mediamente ogni 15 minuti nei giorni lavorativi che salgono a 20 nei weekend e durante le festività.
Il funzionamento è pressoché completamente automatizzato e controllato dalla sede centrale, il personale presente ha perlopiù compiti di assistenza e deve intervenire in sede di manovra dei convogli solo in situazione di emergenza.

## Storia

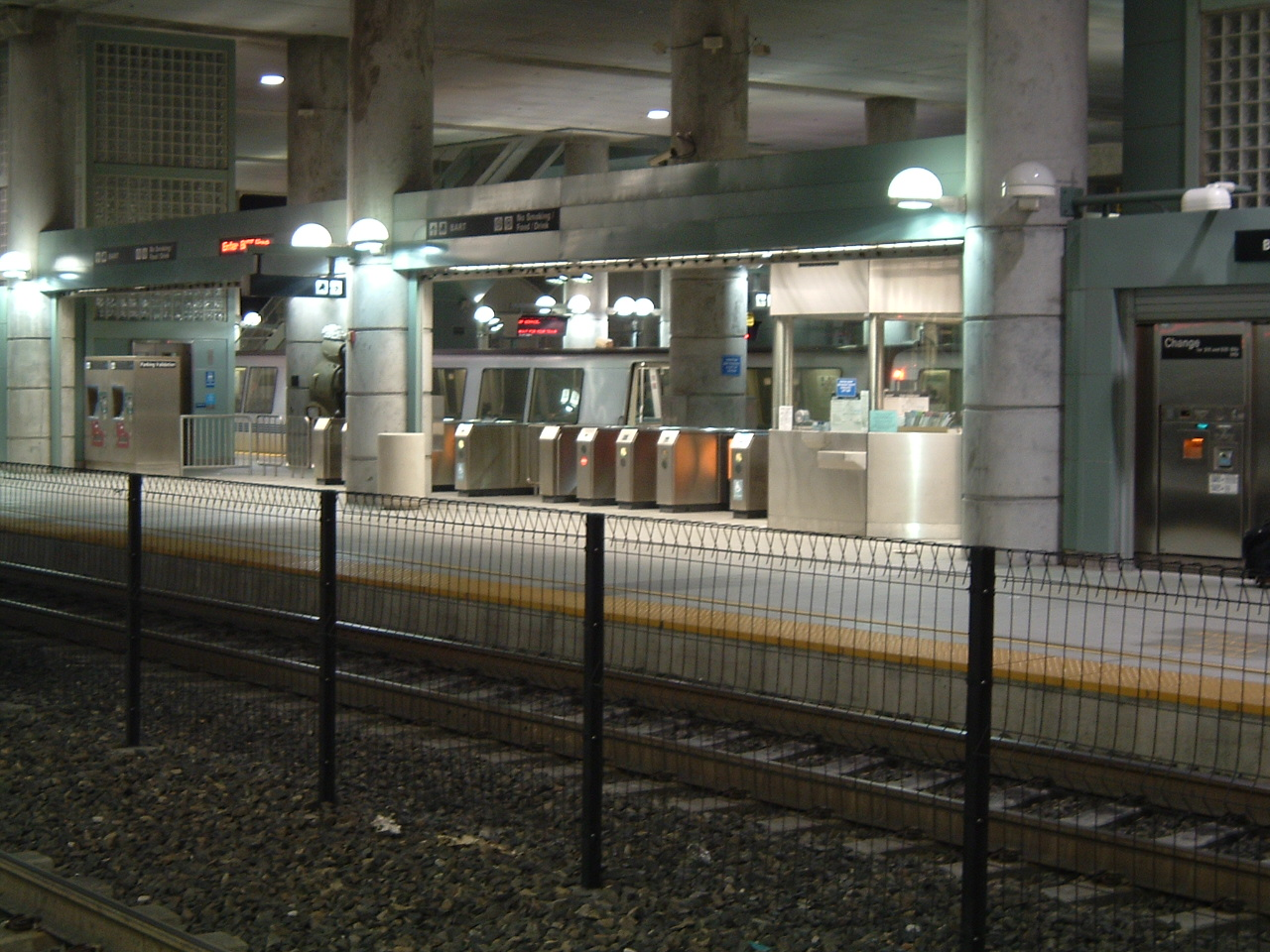
Una stazione BART

L'inizio ufficiale del BART è del 19 giugno 1964 alla presenza del Presidente Lyndon Johnson e il primo tratto da 7,1 km collegava Concord con Walnut Creek.
La costruzione impegnò notevoli forze lavoro per le difficoltà da superare lungo il complicato percorso, quali ad esempio i vari tunnel tra cui quello di Berkeley Hills da 5,6 km e ancor di più quello sottomarino da 5,8 km che collega Oakland con San Francisco passando sotto la baia. Quest'ultimo manufatto venne terminato nell'agosto del 1969 con un costo di 180 milioni di $.
Il servizio ufficiale del BART ebbe inizio il 11 settembre 1972 e continua tutt'oggi senza aver dovuto registrare particolari avvenimenti negativi; anche nel 1989, in occasione di un grosso terremoto che ha investito l'area, il servizio rimase sospeso per sole 6 ore. Riuscì addirittura a essere utilizzato proficuamente per portare assistenza alle zone maggiormente interessate dal sisma e le cui infrastrutture di superficie avevano subito gravi danni.
L'ultimo collegamento importante inaugurato è quello verso l'aeroporto di San Francisco, aperto nel 2003.
È stato valutato nel 2005 un traffico giornaliero medio di passeggeri di 310.717 unità.

## Le linee
Al settembre 2005
█ Richmond - Daly City Line (Linea rossa)
█ Fremont - Daly City Line (Linea verde)
█ Richmond - Fremont Line (Linea arancio)
█ Pittsburg/Bay Point - Daly City Line (Linea gialla)
█ Dublin/Pleasanton - SFO/Millbrae Line (Linea blu)